# Grad v Malmöju
Grad Malmö (švedsko Malmöhus ali Malmöhus Slott) je srednjeveški grad na Slottsholmenu ('Grajski otoček') v Malmöju na Švedskem. Zgrajen je bil med letoma 1526 in 1539. Grad Malmö je del muzeja Malmö. Je v lasti švedske države in ga upravlja Nacionalni odbor za premoženje. V njem domuje tudi Umetnostni muzej Malmö. V bližini gradu sta tudi Komandantova hiša (Kommendanthuset) in Grajski mlin (Slottsmöllan).

## Zgodovina gradnje
Øresundsko cestnino ali Sound Dues je leta 1429 uvedel kralj Erik Pomeranski. Vsaka tuja ladja, ki je plula mimo linije med Helsingørjem (Elsinore) in Helsingborgom, je morala plačati cestnino. Da bi okrepil kraljevo oblast nad prelivom, je zgradil trdnjavo Malmö, ustanovil tržno mesto Landskrona in za prestolnico razglasil København. V Helsingøru je zgradil grad Ørekrog ali Krogen, predhodnika Kronborga, hkrati pa je bil okrepljen grad Helsingborg, ki je skupaj nadzoroval carino.
Že v 14. stoletju je obstajala preprosta utrdba za obrambo Malmöja. Gradnja predhodnika gradu Malmö se je začela leta 1434. Kralj Erik Pomeranski je odredil veliko širitev Malmöjeve obrambe proti morju. V mestu so od začetka 15. stoletja gradili morski zid. Po kraljevem ukazu so to delo pospešili in nova trdnjava je postala zahodna obrambna točka tega obzidja. Trdnjava, znana kot Møntergaarden ('Kovnica'), je bila grajskega tipa, tj. pravokotna zgradba, obdana z visokim obzidjem z vhodnim stolpom. Trdnjava je nekoč imela zunanji dvorec na vzhodu, ki pa je izginil, ko je bil v 1530-ih zgrajen sedanji grajski jarek.
Leta 1525 je Friderik I. Danski svojemu gospodarju trdnjave Malmö, Albertu Jepsnu Ravensbergu, naročil, naj zgradi nov grad. Leta 1530 je prejel ogromno vsoto (5690 mark) za štiri leta gradbenih del. V tem obdobju je bila zgrajena sedanja glavna stavba. Notranje dvorišče gradu naj bi bilo uokvirjeno s trinadstropnim prehodom. Vhod v grad je bil prestavljen hkrati z dodatkom zahodnega dvorca. Iz same glavne stavbe bi se proti zahodu in vzhodu raztezal tudi štirinadstropni jarek. Na zahodu se je povezoval s sedanjim vhodnim stolpom, ki je imel prvotno dodatno nadstropje. Predvsem po jasnih sledovih v obstoječem obzidju so bile ugotovljene najstarejše gradbene faze gradu.
Leta 1529 je v gradu izbruhnil požar. Vendar ni podatkov o tem, kako obsežen je bil. Naslednje leto so se okrajni prihodki, namenjeni gradnji gradu, povečali s 300 mark na 500 mark, leta 1532 pa na skupno 888 mark. To kaže, da je gradnja sedanjega gradu potekala v tem času. Leta 1534 je izbruhnil grofovski spor in meščani so porušili ogromno obzidje, ki je potekalo od glavne stavbe in obdajalo notranje dvorišče gradu. Poškodovane sledi tega zidu so še vedno vidne v glavni stavbi, kar dokazuje, da je bil sedanji grad zgrajen pred letom 1534. V literaturi o gradu Malmö je pogosto navedeno, da je bil sedanji grad zgrajen po koncu grofovskega spora, kar je zato težko uskladiti z ohranjenimi gradbenimi sledmi in poročili. Med letoma 1537 in 1540 je bil grad po ukazu Kristijana III. okrepljen z gradnjo jarka in obzidja s štirimi velikimi opečnimi vogalnimi stolpi. Zgodovinsko gledano je bila ta trdnjava ena najpomembnejših trdnjav Danske.

## Osebna zgodovina
Leta 1526 je bil Malmöhus län ustvarjen z odcepitvijo nekdanjega Lindholm läna, ki je obsegal tri stotine Oxie, Ingelstads in Järrestad. Dodan je bil tudi Högby län (zdaj Hyby v Bara häradu). Prihodki od grofij so ustvarili pogoje za upravljanje velikega državnega gradu, kot je bil grad v Malmöju. Gospodarje gradu v Malmöju je imenoval sam kralj. Zato so običajno prihajali iz bogatejših danskih plemiških družin.
V letih 1554–1559 je na gradu v Malmöju prebival prestolonaslednik, kasneje kralj Friderik II. Danski. Tretji soprog Marije Stuart, grof Bothwellski, je bil tukaj zaprt od leta 1567 do 1573. Zadnji danski kralj, ki je kratek čas živel na gradu, je bil Friderik III. leta 1652. V zgodnjem švedskem obdobju po letu 1658 so grad uporabljali grajski komisarji. Uporabljali so ga tudi za pridržanje političnih zapornikov, vključno z Jörgenom Krabbejem in možje iz zarote Anjala  Carl Gustaf Armfeldt mlajši, ki je tukaj umrl leta 1792.

## Zapori
Leta 1822 so stavbe predali Upravi za zapore, leta 1828 pa je bil odprt Malmö Correctionella Arbetshus (Popravniški zapor Malmö), ki je bil takrat največji in najsodobnejši zapor na Švedskem. Ob vzhodni strani jarka gradu Malmö je bil v letih 1854–1855 zgrajen okrajni zapor po ločenem sistemu s 102 svetlima in petimi temnimi celicami. Po požaru gradu 4. septembra 1870 je bila velika zahodna krila stavbe Kristijana IV. porušena in leta 1876 nadomeščena s centralnim zaporom v večji stavbi s 137 celicami in 304 namestitvenimi mesti.
Z nastankom novega centralnega zapora v Lundavägenu leta 1914 so bili objekti na gradu Malmö izločeni iz uporabe. Vendar so zapornike sprejemali tudi za kratek čas, od leta 1919 do 1921. Stavbe osrednjega zapora so bile porušene leta 1933. Del okrožnega zapora je bil uporabljen kot zasilno zavetišče, preden je bil porušen leta 1927.

## Muzej
Šele leta 1937 se je muzej lahko preselil na grajski otok. Do takrat so bile tri zaporniške barake porušene in nadomeščene s sedanjimi muzejskimi stavbami. Grajska stavba je bila že leta 1928 obnovljena in daje predstavo o tem, kako je izgledala v 16. in 17. stoletju.